# 里登格拉本河
50°00′55″N 10°26′35″E / 50.01541°N 10.44316°E
里登格拉本河是德國的河流，位於該國東南部，由巴伐利亞負責管轄，屬於美因河的右支流，河道全長2.2公里，流經哈斯貝格縣。